# Troll (bande dessinée)
Pour les articles homonymes, voir Troll (homonymie).
Troll est une série de bande dessinée créée par le dessinateur Olivier Boiscommun (remplacé par Thomas Labourot après 3 tomes) et les scénaristes Jean-David Morvan et Joann Sfar (qui quitte la série après trois tomes).
Publiée à partir de 1996 par Delcourt dans sa collection d'heroic fantasy « Terres de Légendes », cette série semi-humoristique marque la première incursion de Sfar dans le genre, deux ans avant la création de Donjon.

## Albums
- Troll, Delcourt, coll. « Terres de Légendes » :

1. Les Insoumis, 1996. Olivier Boiscommun (dessin et couleur), Jean-David Morvan (scénario) et Joann Sfar (scénario).
2. Le Donjon du dragon, 1998. Id.
3. Mille et un ennuis, 1999. Id.[1]
4. En vers et contre tous, 2003. Thomas Labourot (dessin), Jean-David Morvan (scénario) et Christian Lerolle (couleur).
5. Tous pour une..., 2004. Id.
6. La Victoire en pleurant, 2006. Id.

## Publication

### Éditeurs
- Delcourt (Collection Terres de Légendes) : Tomes 1 à 6 (première édition des tomes 1 à 6).